# Унікурсальна гексаграма

Непереплетена унікурсальна гексаграма

Переплетена форма унікурсальної гексаграми

Унікурсальна гексаграма — це гексаграма або шестивершинна зірка, яку можна намалювати унікурсально (тобто не відриваючи олівця від паперу) однією лінією, а не двома накладеними лініями. Гексаграму можна зобразити всередині кола так, щоб вершини лежали на колі. Часто цю гексаграму малюють у переплетеному вигляді, коли лінії проходять вище або нижче, утворюючи вузол. Унікурсальна гексаграма є специфічним видом загальнішої форми, яку обговорював Блез Паскаль у теоремі 1639 року Hexagrammum Mysticum Theorem.

## Телема

Адаптована унікурсальна гексаграма є важливим символом у релігійній течії «Телема»

У вченні Алістера Кроулі «Телема» гексаграма зазвичай малюється з п'ятипелюстковою квіткою в центрі, яка символізує пентаграму. Символ сам еквівалентний анкху в Стародавньому Єгипті або трояндовому хресту розенкрейцерів, які представляли мікрокосмічні сили (пентаграма, що представляє ім'я Пентаграматон або Йашуа), вплетені в макрокосмічні сили (гексаграма, що представляє планетарні або божественні космічні сили, божество).

## У популярній культурі
- Унікурсальна гексаграма була частиною символу, званого «печаткою Оріхалка»[3], висіченого на арці Невсипних Драконів у Yu-Gi-Oh! (1996—2004)[4].
- Унікурсальна гексаграма використовувалася в мультфільмі «Rental Magica[ru]» (Магія напрокат) для виклику ангела, здатного стерти пам'ять Нами, щоб тримати її під контролем церкви.
- Унікурсальна гексаграма з'являється кілька разів у телевізійних серіях Надприродне як символ організації з назвою «Просвячені». Вона також помітна в сезоні 8 в епізоді «З плином часу» як символ належності до товариства Просвячених. Згадується, що гексаграма міститься над воротами в Атлантиду.
- Модифікована версія символу з'являється в кавер-версії п'ятого студійного альбому гурту Mindless Self Indulgence[en] «How I Learned to Stop Giving a Shit and Love Mindless Self Indulgence[ru]» .
- Використовується як символ Пекла в комп'ютерній грі Heroes of Might and Magic V.
- Використовується постійно великобританським гуртом Bring Me The Horizon починаючи з випуску Sempiternal в 2013.
- Унікурсальну гексаграму використовувала група Behemoth як частину опор сцени для виступів.
- Унікурсальну гексаграму використовував також Орден мартіністів, заснований 1884 року у Франції. На початку 1880-х років знак цього ордена показував унікурсальну гексаграму на боці символічного куба знизу ліворуч кожного диплома/патенту 19-го століття Ордена мартіністів Папюса.
- Унікурсальна гексаграма використовується для позначення Ордена хранителів знань у серіалі Надприродне.